# Rattus lutreolus
La rata australiana de pantano (Rattus lutreolus) es una especie de roedor que habita en la costa sur y este de Australia. Es habitual en bosques bajos en la Isla Fraser al sur de la costa de Nueva Gales del Sur y Victoria hasta los Montes Lofty en Australia Meridional. Una subespecie velutinus habita en Tasmania, y otra subespecie lacus vive en algunas áreas aisladas en jungla de altitud elevada cerca de Atherton (Queensland).
Son activos tanto de día como de noche y son herbívoros. El Rattus lutreolus habita en vegetación baja, espesa y húmeda.